# Festival Internacional de Cinema do Caeté
Festival Internacional de Cinema do Caeté (abreviado FICCA) é um festival sobre produções cinematográficas, realizado na cidade paraense de Bragança (Pará), idealizado desde 2018 pelo professor Francisco Weyl, Carpinteiro de Poesia, que vem sendo realizado em parceria com a Escola de Artes Visuais do Porto, em Portugal (ESAP). O festival abrange projetos autorais, poéticos e, musicais, articulados a uma pratica de consciência ambiental, política e, estética.
Onde ocorre encontros com autores, declamações poéticas, contações de estórias, educadores, estudiosos, pesquisadores, e fazedores da arte poética, da resistência, e da educação popular, contra-hegemônicos, lançamentos de livros, projeções, e oficinas.

## História
As bases do Ficca começam em 2003, com a fundação do Cineclube Amazonas Douro no Cemitério da Soledade, em noite de lua cheia, durante um Concílio Artístico Luso-Brasileiro, organizado por Francisco Weyl, com a presença do mestre de cinema da escola do Porto, Sério Fernandes (um dos homenageados do festival); e do  mestre do terror, José Mojica Marins.
O festival é realizado em rede, com inúmeros parceiros, gerando desdobramentos durante o resto do ano, após o evento.
Em 2019, sua quarta edição foi realizada na Escola Superior Artística do Porto.